# Is It?
Is It? è il quinto album in studio del cantautore britannico Ben Howard, pubblicato nel 2023.

## Tracce
1. Couldn't Make It Up – 3:55 (Ben Howard, Mickey Smith)
2. Walking Backwards – 5:19 (Howard, Nathan Jenkins, Smith)
3. Days of Lantana – 5:15 (Howard, Smith)
4. Life in the Time – 3:30 (Howard, Smith)
5. Moonraker – 4:26 (Howard, Jenkins, Smith)
6. Richmond Avenue – 5:14 (Howard, Michael McGoldrick, Smith)
7. Interim of Sense – 3:56 (Howard, Jenkins, Smith)
8. Total Eclipse – 1:30 (Howard, Smith)
9. Spirit – 5:10 (Howard, Jenkins, Smith)
10. Little Plant – 3:58 (Howard, Jenkins, Smith)

## Classifiche
| Classifica (2023) | Posizione raggiunta |
| ----------------- | ------------------- |
| Regno Unito       | 17                  |